# Vicent Partal

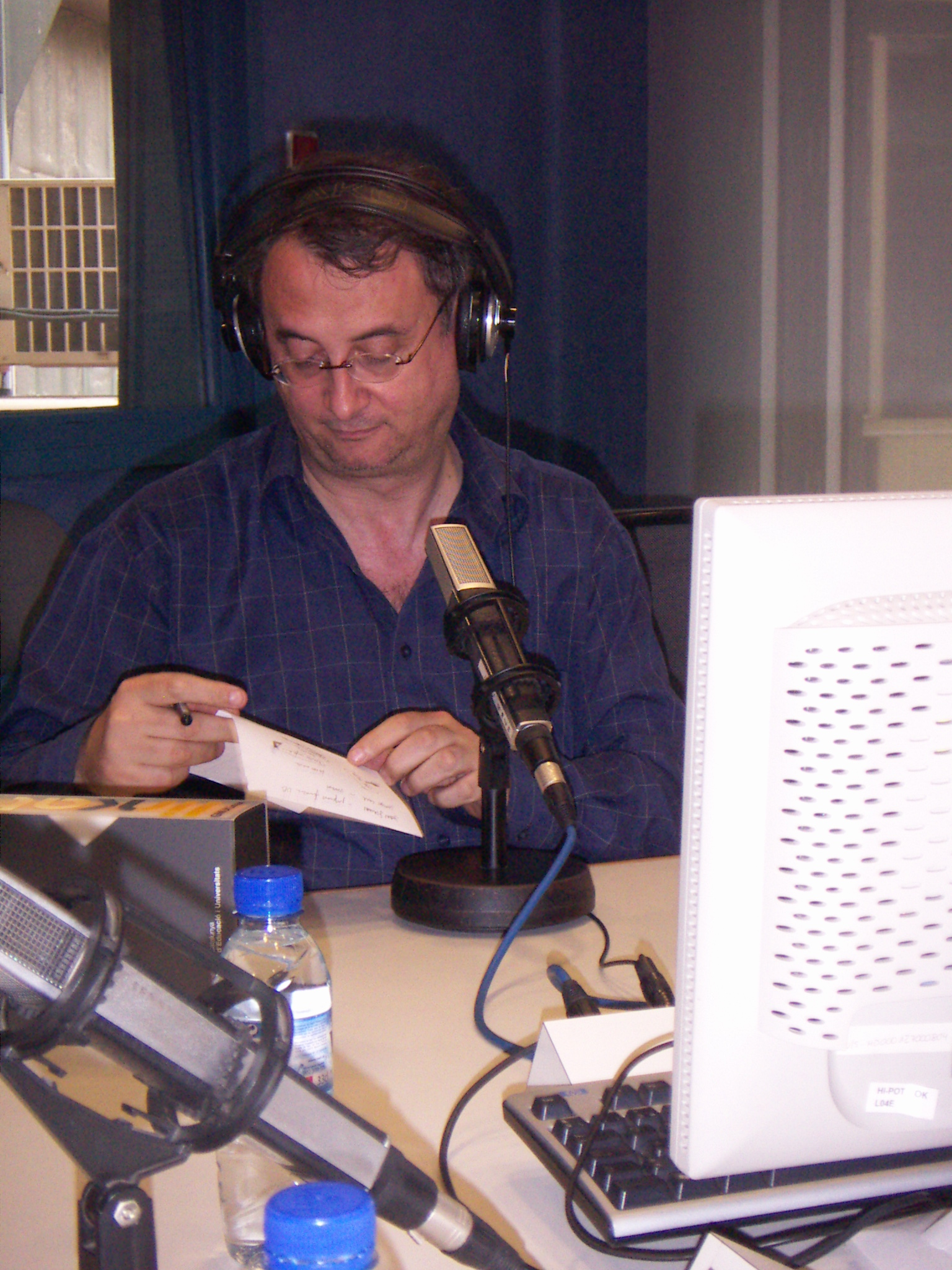
Vicent Partal

Vicent Partal i Montesinos (nascido em Bétera, Valência, 28 de novembro de 1960) é um jornalista catalão diretor do jornal digital VilaWeb. Ele também trabalhou no El Temps, El Punt, Diari de Barcelona, Catalunya Ràdio, La Vanguardia e TVE, entre outros. Partal é considerado um dos pioneiros da Internet nos países catalães.
Atualmente, é diretor do jornal eletrónico VilaWeb.cat. Além da publicação diária do editorial do VilaWeb, escreve uma vez por semana nos jornais Avui, El 9 Esportiu e Berria, e participa nos programas de debate da El Punt Avui TV e da Catalunya Ràdio.
Partal é autor de vários livros, os dois últimos sobre o processo de independência na Catalunha, e recebeu os principais prêmios de jornalismo no país, incluindo o Ciutat de Barcelona e o Prêmio Nacional.
Vicent Partal é presidente do European Journalism Center, uma organização profissional europeia dedicada à promoção do jornalismo de qualidade na Europa, com sede em Maastricht.